# تشيكارا ساكاجوتشي
تشيكارا ساكاجوتشي هو طبيب وسياسي ياباني، ولد في 1 أبريل 1934 في Hakusan, Mie ‏ في اليابان. نشط حزبياً في حزب كوميتو الجديد وحزب الآفاق الجديدة. وقد انتخب Minister of Health, Labour and Welfare ‏ (6 يناير 2001 – 27 سبتمبر 2004) وانتخب عضو مجلس النواب الياباني ‏.